# Надежда Сейкова
Надежда Сейкова е българска актриса. режисьорка и театрална педагожка. Професор по актьорско майсторство и режисура.

## Биография
Родена е на 28 февруари 1931 г. в Луковит в семейство на учители. Завършва ВИТИЗ „Кръстьо Сарафов“ в класа на Боян Дановски. След дипломирането си работи като асистент в Народния театър. В периода 1981 – 1987 г. е ректор на ВИТИЗ.
Започва кариерата си на театрален педагог през 1955 г. Нейни възпитаници са Христо Мутафчиев, Венета Зюмбюлева, Емил Емилов, Владимир Карамазов, Александър Воронов, Васил Бинев, Гергана Стоянова, Явор Караиванов, Красимир Ранков, Захари Бахаров, Мария Каварджикова, Веселин Мезеклиев, Руслан Мъйнов, Владимир Колев, Мариан Бачев, Антоний Генов, Ангел Генов, Янина Кашева, Владислав Прелезов, Диана Любенова и други актьори и режисьори.

## Награди и отличия
На 27 март 2016 г. професор Сейкова заедно с професор Николина Георгиева стават първите носители на наградата „Икар“ за значим принос като преподаватели на театрални изкуства.
На 15 октомври 2019 г. е удостоена с почетната награда за театрална педагогика на френската академия „Флоран“.